# 주일본 퀘벡 정부 대표부
주일본 퀘벡 정부 대표부 또는 주도쿄 퀘벡 정부 대표부(프랑스어: Délégation générale du Québec à Tokyo, 영어: Quebec Government Office in Tokyo, 일본어: ケベック州政府在日事務所)는 일본 도쿄도 미나토구 도라노몬 4-3-1 시로야마 트러스트 타워 32층에 위치한 퀘벡 정부 대표부이다. 1973년에 정식 개관했으며 총대표부 지위를 갖고 있다.
주일본 퀘벡 정부 대표부는 문화, 예술, 교육 분야에서 캐나다 퀘벡주와 일본의 개인·기관과의 교류를 주선하며 퀘벡주와 일본 간의 경제, 문화, 교육, 관광, 투자 활성화에 기여한다. 대표부는 일본에서 사업을 원하는 퀘벡주의 기업들과의 연락을 제공하고 일본의 경제 환경과 최신 동향을 전달하는 역할을 수행한다. 그 외에 일본에서 상호 협력, 파트너 관계를 맺기 원하는 퀘벡주의 정부 부처, 관련 기관 및 단체를 지원한다.

## 같이 보기
- 퀘벡 정부 대표부